# ネーピア
- 世界 > オセアニア > ポリネシア > ニュージーランド > 北島_(ニュージーランド) > ホークス・ベイ地方 > ネーピア

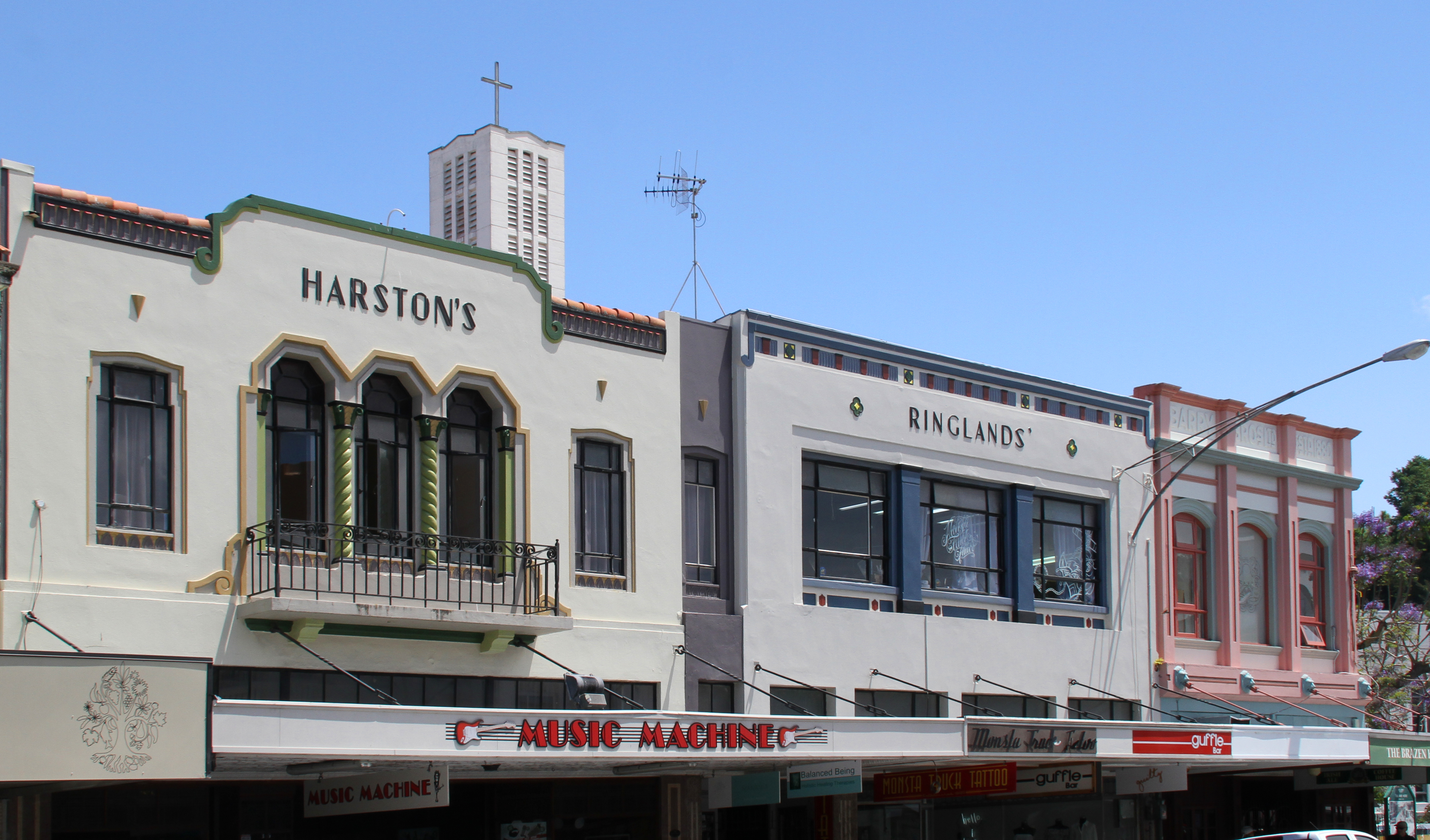
街並み

ネーピア（英語: Napier, マオリ語: Ahuriri）は、ニュージーランド北島東岸のホークス・ベイ地方に位置する都市で、港町である。”ネイピア”が現地の発音に近い。

## 概要
人口は6万6300人。首都ウェリントンから北東に320kmの距離にある。南へ10km行くとヘイスティングズ という同規模の町があり、ネーピアとともに「双子の都市」と呼ばれている。また、ネーピアはニュージーランド有数のリンゴ、西洋梨、ワイン用ブドウの産地でもある。ネーピア港からは、冷凍肉、羊毛、パルプなどが主に輸出される。アールデコの街並みで有名。

## 歴史
この町にヨーロッパ系移民が移り住んだのは1800年代半ば頃である。その当時現在のホークスベイ空港やマレワ地区のあたりは海水混じりの沼地であり、当初は不衛生でコレラなどの病気が発生する可能性があるとしてあまり好まれなかったにもかかわらず、1900年代初期ごろから急速に発展した。沼沢地に囲まれたネーピア・ヒル（シンド島）のうち、当時は周辺の平地は荒天時には高潮の危険性があったため人々は主にブラフ・ヒルに住み、そのため当時の町の中心部は現在よりも少し北側（丘より）にあった。高潮対策として、1892年にネーピア刑務所の囚人を使って建てられたのが高さ約50センチのコンクリート製のSea Wallである。その一部は現在も残っている。ネーピア刑務所はブラフ・ヒルの中腹に存在した。今は刑務所はなくなり、建物は「刑務所バックパッカーズ」として観光客が泊まることができる場所となっている。
1931年2月3日のホークス・ベイ地震によりネーピアは壊滅的被害を受けた。この地震で地盤が最大4メートル上昇し、約40平方kmの沼地が陸地化し耕作地や住宅地として利用可能となった。市街地の復興は当時の建築意匠の流行であったアールデコ様式で統一して行われ、現在世界で有数の「最もアールデコ様式の建築物がまとまって残っている街」となっている。

## 観光
ネーピアのダウンタウンにはアールデコ様式の建築物が多くあり、街の観光は主にアールデコ建築を見て歩くことである。毎年ホークスベイ地震の記念日前後にはアールデコウェークエンドと呼ばれる祭りが行われ、当時の仮装をした市民でにぎわう。参加台数が100台を越すクラシックカーパレードや古典的飛行機が飛ぶエアロデコも、祭りの一部として有名。隣接のヘイスティング(Hastings)とともにホークスベイのこの地区はワイナリー産業の盛んなところで、ワイナリー飲みめぐりや、ワイナリーレストランなども充実している。海に面しているが、海水浴には適さない。

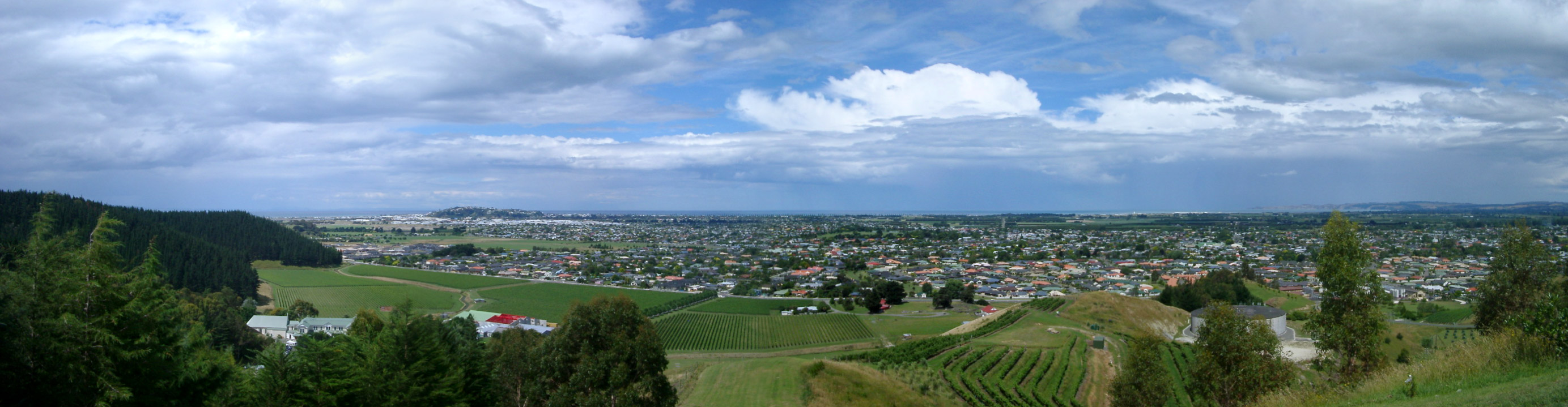
ネーピアの眺め

## 教育
- Eastern Institute of Technology (EIT Hawke's Bay / イースタン工科大学) 英語

## 姉妹都市
1980年から、日本の北海道苫小牧市と姉妹都市になっている。これは、苫小牧市に工場を持つ王子製紙が1971年に家庭用紙事業に進出する際、同社がネーピア市でパルプ事業を開始していた縁から「ネピア」の名を採用したため。但しその商標は日本語のローマ字表記に合わせて「nepia」とされており、本来の綴り (Napier) とは異なる。
- 苫小牧市（日本・北海道）